# Ceri Hughes
Ceri Hughes (Pontypridd, 26 febbraio 1971) è un ex calciatore gallese.

## Carriera

### Club
Ha sempre militato nei campionati inglesi, giocando dalla prima alla terza serie con le maglie di Luton Town, Wimbledon e Rotherham. Nel 2002, dopo una breve parentesi al Cardiff City (con cui non ha fatto in tempo a esordire) si ritira dal calcio a seguito dei diversi infortuni patiti in carriera.

### Nazionale
Conta 8 presenze con la selezione gallese, disputate tra il 1992 e il 1997.

## Statistiche

### Cronologia presenze e reti in nazionale
| Cronologia completa delle presenze e delle reti in nazionale ― Galles | Cronologia completa delle presenze e delle reti in nazionale ― Galles | Cronologia completa delle presenze e delle reti in nazionale ― Galles | Cronologia completa delle presenze e delle reti in nazionale ― Galles | Cronologia completa delle presenze e delle reti in nazionale ― Galles | Cronologia completa delle presenze e delle reti in nazionale ― Galles | Cronologia completa delle presenze e delle reti in nazionale ― Galles | Cronologia completa delle presenze e delle reti in nazionale ― Galles |
| Data                                                                  | Città                                                                 | In casa                                                               | Risultato                                                             | Ospiti                                                                | Competizione                                                          | Reti                                                                  | Note                                                                  |
| --------------------------------------------------------------------- | --------------------------------------------------------------------- | --------------------------------------------------------------------- | --------------------------------------------------------------------- | --------------------------------------------------------------------- | --------------------------------------------------------------------- | --------------------------------------------------------------------- | --------------------------------------------------------------------- |
| 30-5-1992                                                             | Utrecht                                                               | Paesi Bassi                                                           | 4 – 0                                                                 | Galles                                                                | Amichevole                                                            | -                                                                     | 82’                                                                   |
| 9-3-1994                                                              | Cardiff                                                               | Galles                                                                | 1 – 3                                                                 | Norvegia                                                              | Amichevole                                                            | -                                                                     | 46’                                                                   |
| 20-4-1994                                                             | Wrexham                                                               | Galles                                                                | 0 – 2                                                                 | Svezia                                                                | Amichevole                                                            | -                                                                     | 81’                                                                   |
| 23-5-1994                                                             | Tallinn                                                               | Estonia                                                               | 1 – 2                                                                 | Galles                                                                | Amichevole                                                            | -                                                                     |                                                                       |
| 15-11-1995                                                            | Tirana                                                                | Albania                                                               | 1 – 1                                                                 | Galles                                                                | Qual. Euro 1996                                                       | -                                                                     | 63’                                                                   |
| 11-2-1997                                                             | Cardiff                                                               | Galles                                                                | 0 – 0                                                                 | Irlanda                                                               | Amichevole                                                            | -                                                                     | 73’                                                                   |
| 20-8-1997                                                             | Istanbul                                                              | Turchia                                                               | 6 – 4                                                                 | Galles                                                                | Qual. Mondiali 1998                                                   | -                                                                     | 25’ 68’                                                               |
| 11-10-1997                                                            | Bruxelles                                                             | Belgio                                                                | 3 – 2                                                                 | Galles                                                                | Qual. Mondiali 1998                                                   | -                                                                     | 46’                                                                   |
| Totale                                                                |                                                                       | Presenze                                                              | 8                                                                     |                                                                       | Reti                                                                  | 0                                                                     |                                                                       |